# Maxence Tual
Maxence Tual (...) è un attore francese.

## Biografia
Tual debutta come attore teatrale mentre studia filosofia all'Università di Parigi. Nel 2013 fa la sua prima apparizione cinematografica in Le Temps de l'aventure di Jérôme Bonnell. Membro della compagnia Les Chiens de Navarre sin dalla sua creazione, dal 2011 è coinvolto nell'attività del collettivo L'Avantage du doute.

## Filmografia parziale

### Cinema
- Le Temps de l'aventure, regia di Jérôme Bonnell (2013)
- Apnée, regia di Jean-Christophe Meurisse (2016)
- Rodin, regia di Jacques Doillon (2017)
- Demain et tous les autres jours, regia di Noémie Lvovsky (2017)
- Roulez jeunesse, regia di Julien Guetta (2018)
- Un peuple et son roi, regia di Pierre Schoeller (2018)
- Cosa resta della rivoluzione (Tout ce qu'il me reste de la révolution), regia di Judith Davis (2018)
- Carte de visite, regia di Michel Sumpf (2019)
- Mais vous êtes fous, regia di Audrey Diwan (2019)
- Chiamate un dottore! (Docteur?), regia di Tristan Séguéla (2019)
- Io, lui, lei e l'asino (Antoinette dans les Cévennes), regia di Caroline Vignal (2020)
- Vers la bataille, regia di Aurélien Vernhes-Lermusiaux (2020)
- Garçon chiffon, regia di Nicolas Maury (2020)
- Les Magnétiques, regia di Vincent Maël Cardona (2021)
- Sesso per amore (Une femme du monde), regia di Cécile Ducrocq (2021)
- Tutti amano Jeanne (Tout le monde aime Jeanne), regia di Céline Devaux (2022)
- Una relazione passeggera (Chronique d'une liaison passagère), regia di Emmanuel Mouret (2022)

### Televisione
- Ainsi soient-ils - serie TV (2015)
- Victor Hugo, ennemi d'état, regia di Jean-Marc Moutout - miniserie TV (2018)
- Platonique - serie TV (2022)
- Louis 28 - serie TV (2023)
- HPI - serie TV (2023)